# Chris Doleman
Pro Football Hall of Fame 2012
(en) Statistiques sur pro-football-reference
Christopher John Doleman, dit Chris Doleman, (né le 16 octobre 1961 à Indianapolis dans l'Indiana et mort le 28 janvier 2020 à Minneapolis au Minnesota) est un joueur professionnel américain de football américain qui évoluait au poste de defensive end.

## Biographie

### Carrière universitaire
Chris Doleman fréquente l'école secondaire William Penn de York dans l'État de Pennsylvanie et y obtient son diplôme en 1980. Il passe une année d'études supérieures à l'Académie militaire de Valley Forge en 1981. 
Chris Doleman joue au football universitaire à l'université de Pittsburgh et leur équipe des Panthers. Il joue aux postes de linebacker et de defensive end pour les Panthers de 1981 à 1984. Il termine sa carrière à Pittsburgh avec 25 sacks, ce qui constitue à cette époque la troisième meilleure performance de l'université.

### Carrière professionnelle
Il est sélectionné par les Vikings du Minnesota comme quatrième choix global lors du premier tour de la draft 1985 de la NFL. 
Il joue au poste de linebacker lors de ses premières saisons avec les Vikings, mais en fin de saison 1986, il est déplacé au poste de defensive end. Il se révèle à ce poste comme un des meilleurs joueurs défensifs de la NFL. Ses 21 sacks effectués en 1989 en font le meilleur total de la ligue.
Après neuf saisons passées chez les Vikings, il rejoint les Falcons d'Atlanta puis les 49ers de San Francisco. En 1999, il retourne chez les Vikings pour y jouer sa dernière saison dans la NFL. 
Au cours de ses 15 saisons dans la NFL, il totalise 150,5 sacks en 232 matchs. Il est élu comme joueur dans l'équipe NFL de la décennie 1990. En 2012, il est intronisé au Pro Football Hall of Fame.

### Décès
Le 25 janvier 2018, Chris Doleman subi une chirurgie au cerveau et on lui diagnostique un cancer (glioblastome). Le 28 janvier 2020, il meurt à la suite de cette maladie à l'âge de 58 ans. 